# Кудринский сельсовет (Новосибирская область)
Ку́дринский сельсове́т — сельское поселение в Тогучинском районе Новосибирской области Российской Федерации.
Административный центр — деревня Кудрино.

## География
Расположен в юго-восточной части Новосибирской области. Протекает река Иня

## История
Основано в 1973 году.
Статус и границы сельского поселения установлены Законом Новосибирской области от 2 июня 2004 года № 200-ОЗ «О статусе и границах муниципальных образований Новосибирской области»

## Население
| 2002  | 2010  | 2012  | 2013  | 2014  | 2015  | 2016  |
| ----- | ----- | ----- | ----- | ----- | ----- | ----- |
| 1452  | ↘1378 | ↘1351 | ↘1342 | ↘1327 | ↘1302 | ↘1280 |
| 2017  | 2018  | 2019  | 2020  | 2021  |       |       |
| ↘1262 | ↘1243 | ↘1204 | ↘1172 | ↘1164 |       |       |

## Состав сельского поселения
| № | Населённый пункт      | Тип населённого пункта          | Население |
| - | --------------------- | ------------------------------- | --------- |
| 1 | 106 км Рожневский Бор | населённый пункт                | ↘17       |
| 2 | 113 км                | посёлок                         | #Н/Д      |
| 3 | Брусянка              | посёлок                         | ↘147      |
| 4 | Златоуст              | село                            | ↘460      |
| 5 | Канарбуга             | посёлок                         | ↘4        |
| 6 | Кудрино               | деревня, административный центр | ↘599      |
| 7 | Мезениха              | деревня                         | ↘32       |
| 8 | Мезениха              | населённый пункт                | ↘25       |
| 9 | Мурлыткино            | железнодорожная станция         | ↘94       |

## Местное самоуправление
Глава сельского поселения — Евгений Анатольевич Сапегин

## Экономика
Предприятия МУП «Кудринское», ООО «Кудрино», ОАО «Златоустовское».

## Культура
МКУК Кудринский КДЦ, представленный двумя СДК: в с. Златоуст и в д. Кудрино

## Образование
МКОУ Тогучинского района "Кудринская средняя школа" и МКОУ Тогучинского района "Златоустовская основная школа". Д/с в с. Златоуст на 20 мест и д/с в д. Кудрино на 40 мест

## Связь
Отделение почтовой связи №427 с. Златоуст, отделение почтовой связи №428 д. Кудрино. Вышка связи "TELE2". АТС "Кудрино" и АТС "Златоуст".

## Транспорт
Автодорога "Тогучин-Златоуст". Ж/д станции Кудрино, Мезениха, Рожневский бор, Мурлыткино.